# تپه چیاکو
تپه چیاکو مربوط به دوره اشکانیان - دوره ساسانیان است و در شهرستان کرمانشاه، بخش مرکزی، دهستان بالادربند، ۳۰۰ متری غرب روستای گرگ چیا، جاده خاکی روستا به چغا سفید واقع شده و این اثر در تاریخ ۱۵ دی ۱۳۸۷ با شمارهٔ ثبت ۲۴۱۱۳ به‌عنوان یکی از آثار ملی ایران به ثبت رسیده است.